# 다구치 마사유키
다구치 마사유키(田口 雅之, 1966년 ~ ) 또는 타구치 마사유키는 일본의 만화가이다. 아이치현 출신. 1990년 사계상 입상.

## 작품목록
- 배틀로얄 - 《영 챔피언》 연재.
- 바론 공 배틀 (バロン・ゴング・バトル) - 《영 챔피언》 연재.
- 블랙잭 NEO (ブラック・ジャック NEO) - 《영 챔피언》 연재.
- 블랙조크 (ブラック・ジョーク) - 《영 챔피언》 연재.
- LIVES 라이브즈 (LIVES ライブス) - 《챔피언 RED》 연재.